# بالگردگاه کویالگ آپرناویک
بالگردگاه کویالگ آپرناویک (به انگلیسی: Upernavik Kujalleq Heliport) یک فرودگاه همگانی است . این فرودگاه در کشور گرینلند قرار دارد .